# 1746
Cette page concerne l'année 1746  du calendrier grégorien.
L'année 1746 est une année commune qui commence un samedi.

## Événements

### Amérique
- 22 juin-27 octobre : échec de l'expédition du duc d'Anville pour reprendre l'Acadie aux Britanniques[1].
- 9 juillet : Juan Francisco de Güemes y Horcasitas prend ses fonctions de vice-roi de Nouvelle-Espagne (fin en 1755)[2].
- 19-20 août : siège et prise de Fort Massachusetts par les Français[3].
- 3 septembre, Mexique : gouvernement militaire espagnol au Nuevo Santander[4].
- 22 octobre : fondation du Collège de Princetown dans le New Jersey (aujourd'hui aux États-Unis)[5].
- 28 octobre, Pérou : destruction de Lima par un tremblement de terre. Le port de Callao est emporté par un raz-de-marée[6].

- Colonisation de Goyaz en Brésil[7].

### Asie

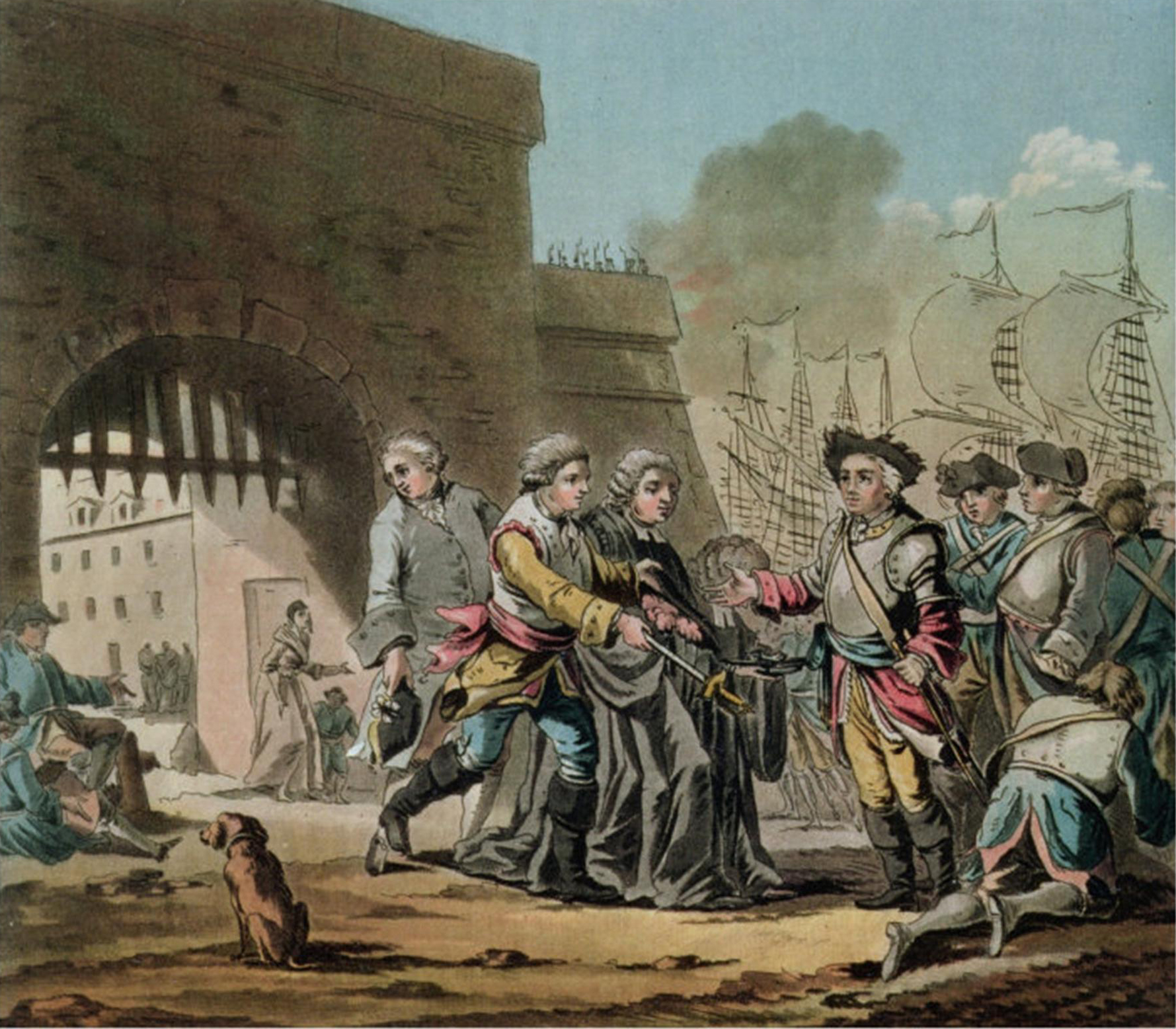
21 septembre : reddition de Madras. La France et la Grande-Bretagne luttent pour la domination de l'Inde. Le conflit oppose l'administrateur de l'East India Company, Robert Clive, au gouverneur de Pondichéry, Joseph François Dupleix (fin en 1761).

- Mars-juin, Inde : les Sikhs reprennent l'offensive. Le gouverneur moghol de Lahore Yahiya Khan déclenche une terrible répression connue sous le nom de premier ghalughara (holocauste), faisant 10 000 victimes[8].

- 6 juillet : bataille navale de Négapatam entre Bertrand-François Mahé de La Bourdonnais et Edward Peyton dans l'océan Indien[9].

- 4 septembre : l'empire ottoman et la Perse afcharide signent un traité de paix au camp de Kerden, entre Qazvin et Téhéran. Retours aux frontières délimités par le traité de Qasr-i-Chirin de 1639[10].

- 16-21 septembre, première guerre carnatique : siège et prise de Madras par la flotte française de l'amiral Mahé de la Bourdonnais, gouverneur des îles de France et de Bourbon[11]. Le conflit franco-britannique provoque l'augmentation des militaires anglais en Inde : en 1746, 200 soldats gardent le fort Saint-David de Madras. Ils seront 589 en 1748, 1758 en 1759, et 2590 en 1769. Les civils ne sont que 253 à l'époque[12].

- 13 octobre : la flotte de la Bourdonnais est détruite par un ouragan[13].

- 21 octobre : traité de Madras[13]. La Bourdonnais refuse de brûler Madras et propose de la ville aux Britanniques contre 9 millions de livres. Il sera accusé d'intelligence avec l'ennemi et embastillé en 1748. Dupleix annule la capitulation accordée à la ville de Madras le 7 novembre[14].

- Persécution des missionnaires chrétiens en Chine, considérés par l'État comme des rebelles qui complotent avec l'étranger[15].

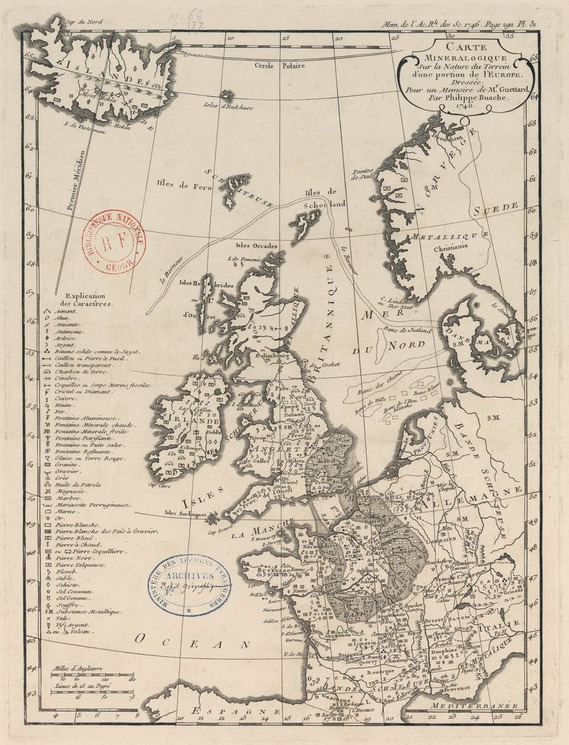
Carte minéralogique sur la nature du terrain d'une portion de l'Europe (1746), Guettard et Buache.

### Europe
- 28 janvier (17 janvier du calendrier julien) : victoire de l'armée jacobite à la bataille de Falkirk[17].

- 11 février : démission du gouvernement Pelham au Royaume-Uni[18].
  - Pelham et Newcastle veulent faire entrer William Pitt au gouvernement. Le roi refuse. Les ministres en place démissionnent et le roi ne peut les remplacer, devant la mauvaise volonté des Communes. Finalement, il doit céder et un nouveau ministère est constitué le 14 février avec Pitt, provisoirement comme vice-trésorier d'Irlande.

- 19 février : présentation à l'Académie des sciences de Paris de la première carte géologique, dite « carte minéralogique », dessinée par Philippe Buache pour le Mémoire et carte minéralogique sur la nature & la situation des terreins qui traversent la France et l'Angleterre de Jean-Étienne Guettard[16].

- 21 février : prise de Bruxelles par le maréchal Maurice de Saxe[19].
- 24 février : fondation du collège Theresianum à Vienne[20].

- 7 mars : prise d'Asti par le roi de Sardaigne. Don Philippe quitte Milan pour se retirer à Pavie[21].

- 27 avril (16 avril du calendrier julien) : défaite des Jacobites, partisans de Charles Édouard Stuart (Bonnie Prince Charlie) par les troupes britanniques de Cumberland à la bataille de Culloden, dernier combat à avoir lieu sur le sol britannique. Cumberland entreprend la reconquête systématique et violente de l'Écosse[17]. Quasi-destruction de la civilisation des clans des Highlands (1747).
- Avril : convention de Dresde par laquelle la France achète la neutralité de la Saxe[21].
- 2 juin (22 mai du calendrier julien) : la Russie et l'Autriche s'allient contre la Prusse à Saint-Pétersbourg[22] (alliance défensive stipulant une aide de 30 000 hommes).
- 10 juin : convention de Saint-Pétersbourg entre la Russie et le Danemark. Le Danemark fait l'acquisition du Holstein[23].
- 16 juin : défaite des Espagnols et des Français commandés par Maillebois, à la bataille de Plaisance contre les Piémontais et les Autrichiens. La France et l'Espagne, qui occupaient la plaine du Pô, doivent se replier[21]. Invasion de la Provence par les Autrichiens.
- 29 juin : canonisation de Catherine de Ricci[24].

- 21 juillet : traité de Munich entre l'Autriche et la Bavière[21].

- 1er août : Dress Act ; Le port du kilt est interdit en Écosse[25].
- 6 août : début du règne de Frédéric V, roi de Danemark et de Norvège (fin en 1766)[26]. Réformiste modéré, il appelle auprès de lui les membres de la famille des Bernstorff, qui, de père en fils ou d'oncle à neveu, restent dans l'entourage des souverains pendant près d'un siècle[23].
- 10 août : Ferdinand VI est proclamé roi d'Espagne à Madrid (fin de règne en 1759)[27]. Durant son règne, il s'efforce de consolider ses positions italiennes de la maison de Bourbon et d'assurer sans heurt la succession d'Espagne, étant sans héritiers de sa femme Barbara de Bragance. Soucieux de paix (Paz con todos y guerra a nadie), il mène une politique de consolidation des institutions et poursuit la rénovation de la flotte de guerre.
- 12 août : victoire de Maillebois sur l'Autriche à Rottofreddo[28].
- 5 septembre : Gênes est occupée par l'Autriche (Antoniotto de Botta-Adorno)[21]. Une insurrection populaire chasse les Autrichiens quelques mois plus tard.
- 6 septembre : début du siège de Namur par les troupes françaises. La ville se rend le 20 et les châteaux le 30[29].
- 1er-8 octobre : échec d'un coup de main britannique en Bretagne contre Lorient[30].
  - La flotte britannique intervient dans l'océan Atlantique et dans l'océan Indien : elle établit le blocus des ports français et espagnol et parvient à paralyser le commerce des deux royaumes dont les forces navales se révèlent incapables de briser le blocus.

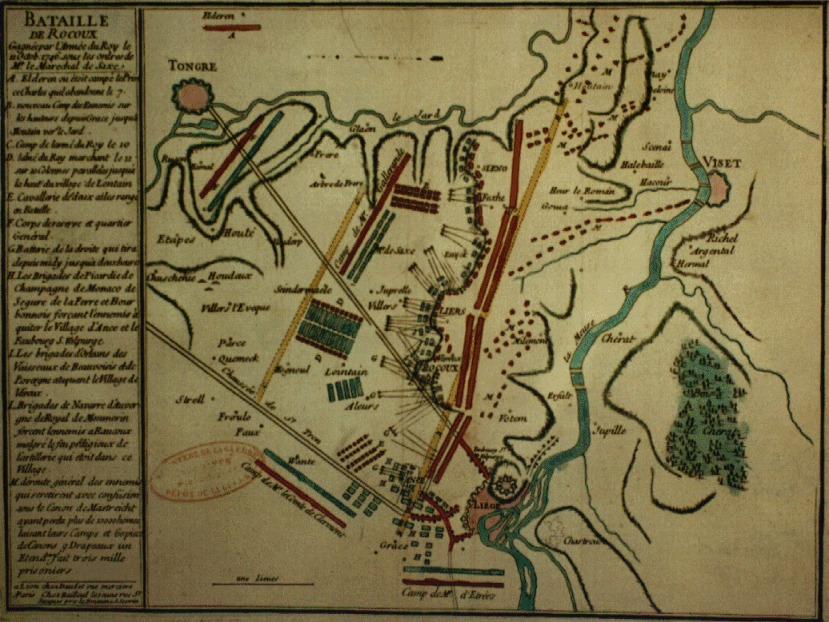
11 octobre : bataille de Rocoux (Raucourt)

- 11 octobre : bataille de Rocourt (Rocourt en Belgique, près de Liège), qui voit l'armée française, placée sous le commandement du Maréchal Maurice de Saxe, remporter une victoire sur les armées britannique, autrichienne et hollandaise aux ordres du prince Charles de Lorraine, général et prince Autrichien[21]. Prise d'Anvers par les Français. La Saxe se détache de l'alliance anti-française.

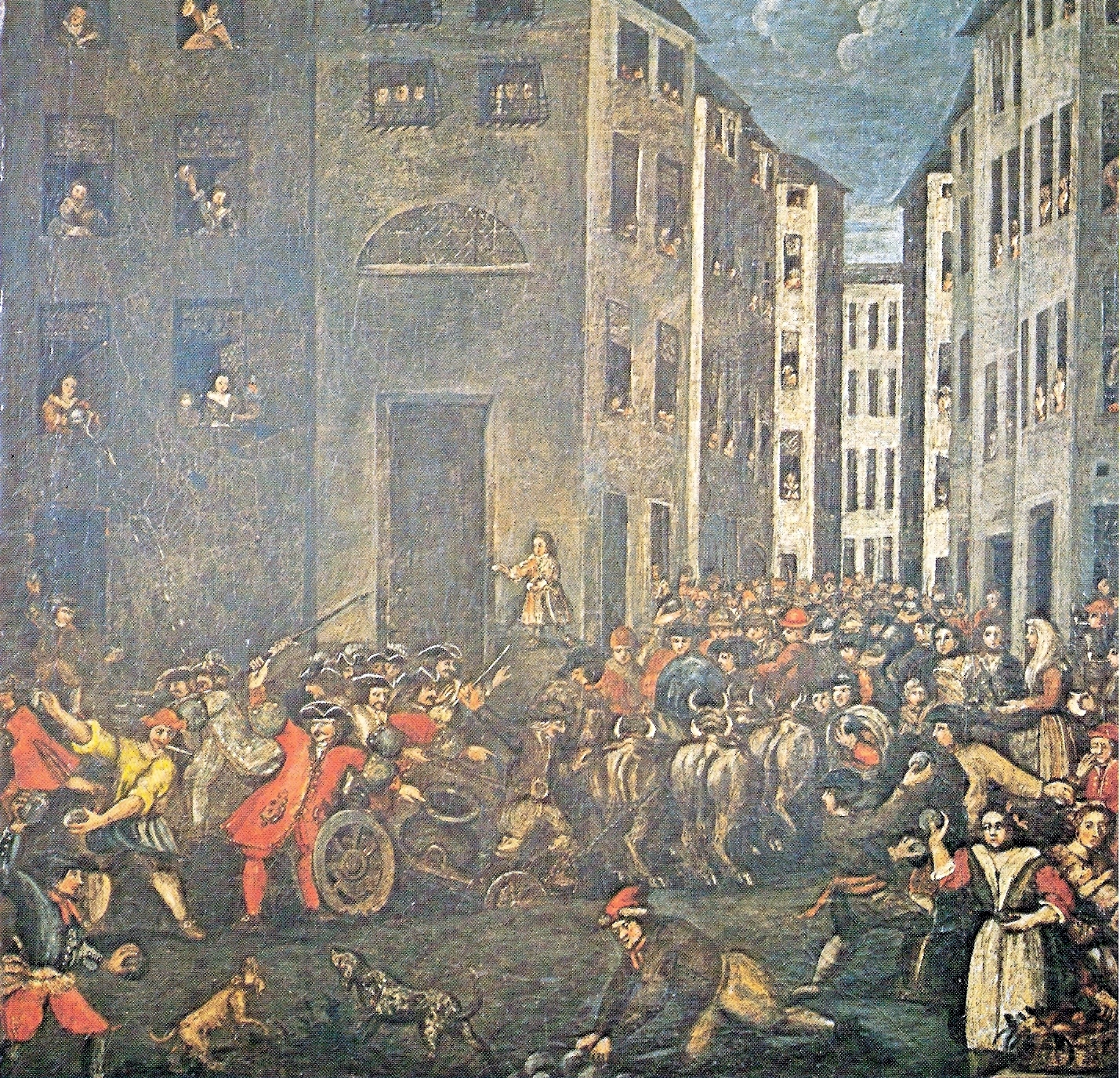
5-10 décembre : révolte de Balilla

- 5 - 10 décembre : les troupes autrichiennes sont chassées de Gênes par la révolte de Balilla[31].
- 16 décembre : une flotte britannique s'empare de l'île Sainte-Marguerite en Provence (libérée le 27 mai 1747)[32].
- 29 décembre : édit de Charles VII supprimant le tribunal de l'inquisition dans le royaume des Deux-Siciles[33].

- Le hospodar Constantin Mavrocordato abolit le servage en Valachie[34].
- Wales and Berwick Act qui prévoit que toute référence à l'Angleterre dans une loi du Parlement comprend des références au pays de Galles et à Berwick[35].
- Russie : oukase ordonnant aux roturiers de vendre leurs domaines et leur défendant d'acheter des serfs[36].

## Naissances en 1746
- 24 janvier : Gustave III de Suède, roi de Suède et grand-duc de Finlande († 29 mars 1792).

- 4 février : Tadeusz Kościuszko, révolutionnaire polonais († 15 octobre 1817).
- 11 février : Luis Paret y Alcázar, peintre, dessinateur et graveur espagnol († 14 février 1799).
- 13 février : Giuseppe Maria Cambini, compositeur et violoncelliste italien († 29 décembre 1825).

- 7 mars : André Michaux, botaniste et explorateur français († 1802).
- 12 mars : Francesco Carboni, linguiste, traducteur et écrivain italien {† 22 avril 1817).
- 17 mars : Jean-Baptiste Coste, peintre français († 20 octobre 1819).
- 22 mars : Gérard van Spaendonck, peintre et graveur d'origine néerlandaise installé en France († 11 mai 1822).
- 23 mars : Ramón Bayeu, peintre espagnol († 1er mars 1793).
- 25 mars : Charles-Philippe de Nassau-Usingen, comte de Weilnau et capitaine de l'armée du Saint-Empire († 15 août 1789).
- 30 mars : Francisco de Goya, peintre et graveur espagnol († 16 avril 1828).

- 10 mai : Gaspard Monge, mathématicien français († 28 juillet 1818).
- 13 mai : Charles Joseph Oudaert, homme politique des Pays-Bas autrichiens, député du département français de l'Escaut († 1er juillet 1811).

- 3 juin : James Hook, compositeur et organiste anglais († 1827).
- 26 juin : Jean-Sifrein Maury, cardinal français, archevêque de Paris († 10 mai 1817).

- 7 juillet :
  - Ludwig Wenzel Lachnith, corniste et compositeur bohémien († 3 octobre 1820).
  - Giuseppe Piazzi, astronome et ecclésiastique italien († 22 juillet 1826).

- 24 août : Matthias Christian Sprengel, historien allemand († 7 janvier 1803).

- 12 septembre : Chevalier de La Barre, noble français († 1er juillet 1766).
- 16 septembre : Charles-Lambert Doutrepont, homme politique et avocat originaire des Pays-Bas autrichiens {† 5 mars 1809).

- 22 octobre : James Northcote, peintre britannique († 13 juillet 1831).

- 12 novembre : Jacques Charles, physicien français († 7 avril 1823).

- 30 décembre : François-André Vincent, peintre français († 4 août 1816).

- Date précise inconnue :
  - Liborio Angelucci, médecin et homme politique italien († 1811).
  - George Atwood, physicien britannique, inventeur de la machine d'Atwood († 11 juillet 1807).
  - Alessandro d'Anna, peintre italien († 15 septembre 1810).
  - Teodor Ilić Češljar, peintre serbe († 20 novembre 1793).

## Décès en 1746
- 7 février : Joseph André Cellony, peintre français (° 1696).
- 22 février : Guillaume Coustou, sculpteur français (° 29 novembre 1677).

- 13 mars : Charles de Vintimille du Luc, archevêque de Paris (° 15 novembre 1655).
- 17 mars : Giacinto Boccanera, peintre italien (° 11 mars 1666).
- 18 mars : Anna Léopoldovna, régente de Russie (° 1718).
- 29 mars : Matteo Ripa, missionnaire, peintre, graveur et cartographe italien (° 29 mars 1682).

- 15 mai : Giovanni Antonio Ricieri, compositeur et chanteur italien (° 12 mai 1679).

- 9 juillet : Philippe V d'Espagne, à Madrid[27], roi des Espagnes et des Indes (° 19 décembre 1683)
- 20 juillet : Jacques Bonne-Gigault de Bellefonds, archevêque de Paris (° 1er mai 1698).
- 30 juillet : Francesco Trevisani, peintre rococo italien (° 9 avril 1656).

- 14 novembre : Georg Wilhelm Steller, botaniste, zoologiste, médecin et explorateur russe d'origine allemande (° 10 mars 1709).

- 5 décembre : Nicolas de Largillierre, peintre français (° 10 octobre 1656).
- 6 décembre : Grizel Baillie, poétesse, compositrice et chroniqueuse écossaise (° 25 décembre 1665).

- Date précise inconnue : Domenico Bocciardo, peintre baroque italien (° vers 1680).